# Aspidimorpha tuberosa
Aspidimorpha tuberosa es un coleóptero de la familia Chrysomelidae. Fue descrita en 1997 por Borowiec.